# Cave (canción)
«Cave» es el segundo sencillo de la banda inglesa de rock alternativo Muse. También es el segundo sencillo del álbum debut de la banda Showbiz. Fue lanzado como disco doble el 6 de septiembre de 1999 por la discográfica Mushroom Records. En los Estados Unidos se publicó un EP promocional con cinco pistas bajo sello Maverick Records. Una versión de la canción, previa a la del álbum, apareció en uno de los primeros EP de la banda, Muse (1998).
«Cave» aparece en la banda sonora de la película Little Nicky (2000).

## Composición
«Cave» fue compuesta en 1996, aunque es posible que sea anterior. 
La idea para la canción vino del libro «Los hombres son de Marte, las mujeres de Venus» de John Gray. Bellamy calificó el libro de «basura». «Hay un pasaje sobre cómo los hombres nos vamos a una cueva cuando nos sentimos estresados, y pienso que probablemente esto sea verdad aunque, personalmente, yo tiendo a soltarlo todo». En una ocasión, al interpretar la canción en Melbourne ABC Studios en 2000, Matt dijo al inicio «Es sobre un viejo amigo mío... ya no es amigo mío».
«Cave» tiene uno de los sellos característicos de Muse, en el sentido de que hace un gran uso de las modulaciones. Los versos están escritos en Dm. La canción emplea la nota blues (quinta disminuida) y la segunda menor, lo cual le da un toque de la escala re locria. Esto demuestra que, aunque Matt no tenga formación clásica, sí tiene un entendimiento básico de las técnicas clásicas.

## Lista de canciones
Todas las canciones escritas y compuestas por Matthew Bellamy. 
| CD1 (MUSH58CDS) |                |          |  |
| N.º             | Título         | Duración |  |
| 1.              | «Cave»         | 4:46     |  |
| 2.              | «Twin»         | 3:18     |  |
| 3.              | «Cave» (remix) | 5:08     |  |
| 13:12           |                |          |  |

| CD2 (MUSH58CDSX) |        |          |  |
| N.º              | Título | Duración |  |
| 1.               | «Cave» | 4:46     |  |
| 2.               | «Host» | 4:17     |  |
| 3.               | «Coma» | 3:35     |  |
| 12:38            |        |          |  |

| 7" (MUSH58S) |                             |          |  |
| N.º          | Título                      | Duración |  |
| 1.           | «Cave»                      | 4:46     |  |
| 2.           | «Cave» (instrumental remix) | 5:04     |  |
| 9:50         |                             |          |  |

| Promo (MUSE 3) |                     |          |  |
| N.º            | Título              | Duración |  |
| 1.             | «Cave» (radio edit) | 3:07     |  |
| 2.             | «Host»              | 4:17     |  |
| 3.             | «Twin»              | 3:18     |  |
| 4.             | «Coma»              | 3:35     |  |
| 5.             | «Cave» (remix)      | 5:08     |  |
| 19:25          |                     |          |  |

| United States promo EP (PRO-CD-100019) |                                            |          |  |
| N.º                                    | Título                                     | Duración |  |
| 1.                                     | «Cave» (radio edit)                        | 3:07     |  |
| 2.                                     | «Muscle Museum» (versión acústica en vivo) | 4:45     |  |
| 3.                                     | «Unintended» (versión acústica en vivo)    | 4:08     |  |
| 4.                                     | «Coma»                                     | 3:35     |  |
| 5.                                     | «Cave» (remix)                             | 5:08     |  |
| 20:43                                  |                                            |          |  |

| United States radio edit promo (PRO-CD-100017) |                     |          |  |
| N.º                                            | Título              | Duración |  |
| 1.                                             | «Cave» (radio edit) | 3:07     |  |
| 3:07                                           |                     |          |  |